# Heinrich August Christian von Brandenstein
Heinrich August Christian von Brandenstein (* 26. Juli 1787 in Prenzlau; † 25. September 1851 in Dresden) war ein deutscher Kammerherr, Generalmajor und von 1847 bis 1851 Stadtkommandant in der Garnison Braunschweig.

## Militärkarriere
Heinrich von Brandenstein wurde als Sohn des 1814 verstorbenen preußischen Oberst von Brandenstein in Prenzlau in der Uckermark geboren.
Er trat am 1. März 1800 im Alter von 12 Jahren in die Preußische Armee ein und diente zunächst als Gefreiter-Korporal im Infanterieregiment „von Kleist“ unter Franz Kasimir von Kleist. Am 25. Februar 1804 wurde er zum Fähnrich und am 27. März 1806 zum Sekondeleutnant befördert.

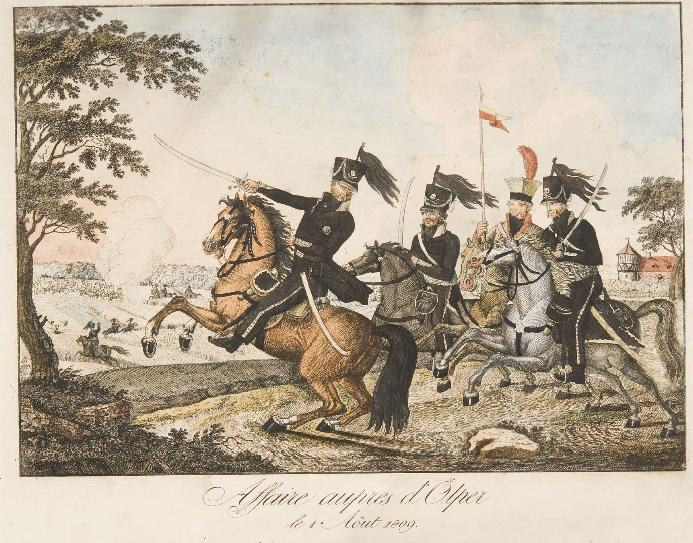
Gefecht bei Ölper (1809)

Als Sekondeleutnant nahm Brandenstein am Feldzug von 1806 gegen Napoleon teil. Dabei zog er sich am 6. November bei Lübeck eine Verwundung zu und geriet am Folgetag durch die Kapitulation bei Ratkau in Kriegsgefangenschaft. Im Jahr 1808 quittierte er ohne Abschied den Dienst in der preußischen Armee und wechselte am 21. April 1809 als Premier-Leutnent ins Korps Herzog Friedrich Wilhelms von Braunschweig, das unter dem Namen Schwarze Schar bekannt wurde. Hier wurde er als Adjutant des II. Bataillons eingesetzt. Nach dem Feldzug von 1809 und dem Gefecht bei Ölper wechselte von Brandenstein mit dem Regiment (dort als Englisch-Braunschweigisches leichtes Infanterie-Regiment bezeichnet) in englische Dienste. Er kämpfte in Portugal, Spanien und Südfrankreich, wobei er mehrmals im Kampf auf der Iberischen Halbinsel verwundet wurde.
Am 20. Februar 1811 erfolgte die Ernennung zum Capitain der 9. Kompanie. In den anschließenden Kämpfen wurde von Brandenstein am 13. Oktober 1812 bei Monasterio sowie 1813 am 31. August beim Sturm auf St. Sebastian und am 7. Oktober in der Schlacht am Bidassoa abermals verletzt. Seit dem 24. Juli führte er die 2. Kompanie des Regiments. Am 24. Dezember 1814 wurde er zum Major befördert, war anschließend vom 17. Januar an Kommandeur des 2. leichten Bataillons und wurde am 18. Juni 1815 in der Schlacht bei Waterloo schwer verwundet.
In den Jahren 1816 bis 1819 wurde er vom Dienst beurlaubt und bezog in dieser Zeit „Wartegeld“. Am 7. Oktober 1819 wurde er erneut als Kommandeur eingesetzt und befehligte zunächst das 1. Linien-Bataillon, ab 1820 das Leib-Bataillon und ab 1. Januar 1824 das Garde-Grenadier-Bataillon. Zwischenzeitlich war er im Jahr 1822 nachträglich aus dem preußischen Dienst entlassen worden. Am 4. Mai 1827 wurde er Kammerherr des Herzogs Karl II. von Braunschweig. Am 30. Dezember 1828 erfolgte die Beförderung zum Oberstleutnant und am 21. Oktober 1830 erhielt er das Kommando über das Infanterie-Regiment. Von Brandenstein wurde am 1. Oktober 1836 zum Oberst ernannt und schließlich als Generalmajor am 28. September 1841 aus dem Dienst verabschiedet. Anschließend war er bis zu seinem Tode am 25. September 1851 Stadtkommandant von Braunschweig.